# マルチパクター効果
マルチパクター効果とは、特定条件下において二次電子放出が交流電界と共振し、指数関数的な電子の倍増を引き起こす現象である。高周波増幅真空管や導波管で起き、それらを損傷し、場合によっては破壊してしまうこともある。

## 概要

同軸マルチパクターのシミュレーション。電子雲が同期的に内外の導体の間を動き、電子雪崩を引き起し、5ナノ秒で電子が約150倍に増加した。

マルチパクター効果は、高周波場によって加速された電子が、真空中で二次電子放出による電子雪崩によって供給され続けることによって発生する。真空中に放出された電子が電極などの表面に衝突すると、電子のエネルギーや衝突の角度によって1つ以上の二次電子を放出することがある。放出された電子が高周波場によって加速され、同様に表面に衝突する。衝突のエネルギーや放出された電子の数及びタイミングが、電子の倍増を維持できるような条件の場合、この現象は指数関数的に巨大化することがある。そうなった場合、高周波機器の損傷、高周波信号の歪みや損失などの問題を引き起こしうる。